# Johnossi (musikalbum)
Johnossi är det svenska bandet Johnossis debutalbum från 2006. Detta album släpptes först i januari 2005 (med de 12 första låtarna) av ett litet svenskt indiebolag, Record Musik,(Tony Thorén,Peter Dahl,Per Wedin). Albumet hade senare nypremiär i september 2006 av V2 Music med ytterligare tre låtar.

## Låtlista
1. "The Show Tonight"  	   	 3:50
2. "Execution Song"  	   	 2:14
3. "Glory Days to Come"  	   	 2:54
4. "There's a Lot of Things to Do Before You Die" 2:38
5. "Man Must Dance"	   	 2:34
6. "Family Values"  	   	 3:30
7. "Press Hold"  	   	         4:34
8. "Happiness a la Mode"           4:08
9. "From Peoples Heart"  	   	 2:58
10. "Santa Monica Bay"  	   	 2:35
11. "The Lottery"  	   	 4:00
12. "Summerbreeze"  	   	 2:52
13. "Rescue Team"                   3:00
14. "Risky Business I"              2:15
15. "Risky Business II"             2:38